# Si estás pensando mal de mí
«Si estás pensando mal de mí» es una canción de la banda chilena Los Bunkers, escrita por los hermanos Durán. Hizo su aparición en el séptimo álbum de la banda La velocidad de la luz, y fue el segundo sencillo del álbum en agosto de 2013, alcanzando el puesto número once en las listas de Chile.

## Vídeo musical
El video fue dirigido por Vlad Feier y producido por Ana Paula Rivera para la productora Creative Talent Bureau. Se filmó en la ciudad de Los Ángeles (California) el 30 de junio de 2013. Fue estrenado el 12 de agosto de 2013 a través de Telehit, y el 13 de agosto en el Canal oficial de Los Bunkers en Vevo a nivel mundial (actualmente cuenta con más de 30 millones de reproducciones) y en Estados Unidos en noviembre de 2013. El vídeo recuerda un poco al de "Yo sembré mis penas de amor en tu jardín", canción de su primer disco.

## Recepción

### Posicionamiento en listas
| Lista                              | Mejor posición |
| ---------------------------------- | -------------- |
| Chile Top 100 Singles              | 11             |
| Chile (Top 20)                     | 11             |
| México (Los 40 Principales)        | 1              |
| México (Latino Top 100)            | 54             |
| Venezuela Pop Rock (Record Report) | 27             |

### Reconocimientos
| Publicación        | País   | Lista                             | Año  | Posición |
| ------------------ | ------ | --------------------------------- | ---- | -------- |
| Los 40 Principales | México | Las 40 mejores canciones del 2013 | 2013 | 23       |

## Créditos
Los Bunkers
- Álvaro López – Voz principal
- Francisco Durán – Guitarra eléctrica
- Mauricio Durán – Guitarra eléctrica, sintetizadores
- Gonzalo López – Bajo
- Mauricio Basualto – Batería, percusión

M 60

## Presentaciones en vivo
- La Velocidad de la Luz Tour